# Ramūnas Navardauskas

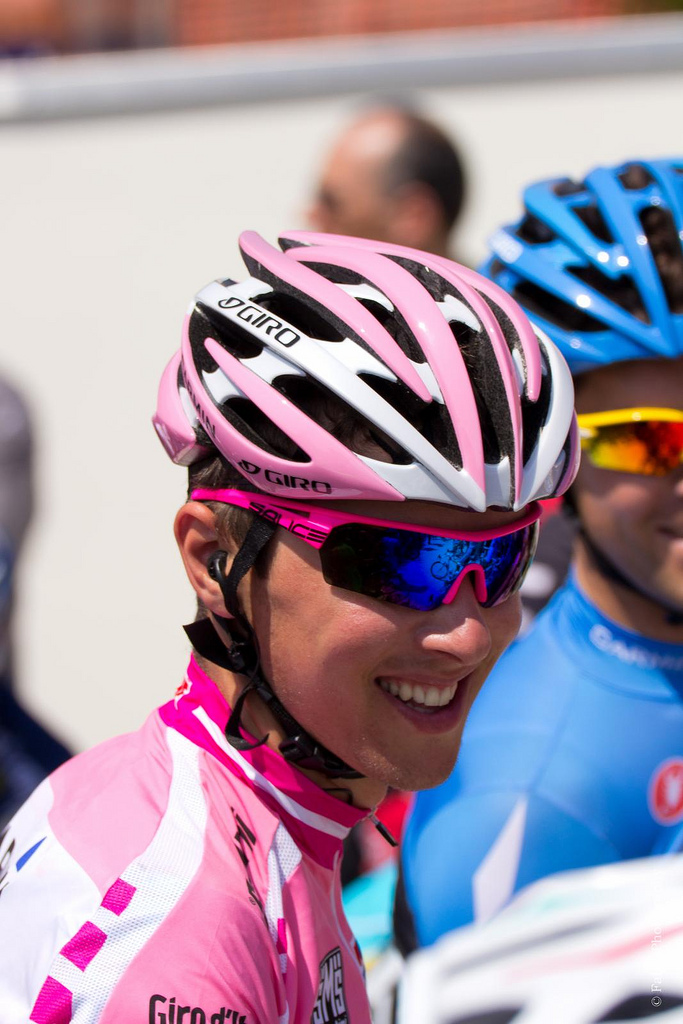
Ramūnas Navardauskas i rosa ledartröja under 2012 års Giro d'Italia.

Ramūnas Navardauskas, född 30 januari 1988 i Šilalė, Tauragė, är en litauisk tävlingscyklist, som tävlar för det amerikanska stallet Cannondale-Garmin. Hans största merit är en etappseger i Tour de France 2014. Han har även en individuell etappseger i Giro d'Italia 2013, samt etappsegrar i lagtempodisciplinen i Tour de France 2011 och Giro d'Italia 2012. Han har även vunnit U23-klassen i klassikern Liège-Bastogne-Liège 2010.
När Navardauskas 2012 körde i den rosa ledartröjan i Girot gjorde han det som den förste litauern någonsin. Navardauskas har också vunnit en etapp, samt ungdomstävlingen, i Tour of Qatar 2012. Han har även haft framskjutna placeringar i Flandern runt och Paris-Roubaix. Två gånger har Navardauskas varit litauisk mästare på landsväg; 2007 och 2011. Han har även vunnit nationsmästerskapens tempodisciplin 2012, 2014 och 2015.
I september 2015 slutade Navardauskas trea i världsmästerskapens linjelopp bakom Peter Sagan och Michael Matthews.

## Stall
- Klaipeda-Splendid 2007
- Team Ulan 2008
- Team Piemonte 2009
- Vélo-Club La Pomme Marseille 2010
- Garmin-Sharp 2011–